# Municipio de Rome (condado de Lawrence)
El municipio de Rome (en inglés: Rome Township) es un municipio ubicado en el condado de Lawrence en el estado estadounidense de Ohio. En el año 2010 tenía una población de 8892 habitantes y una densidad poblacional de 100,93 personas por km².

## Geografía
El municipio de Rome se encuentra ubicado en las coordenadas 38°31′9″N 82°20′20″O / 38.51917, -82.33889. Según la Oficina del Censo de los Estados Unidos, el municipio tiene una superficie total de 88.1 km², de la cual 87.25 km² corresponden a tierra firme y (0.97%) 0.85 km² es agua.

## Demografía
Según el censo de 2010, había 8892 personas residiendo en el municipio de Rome. La densidad de población era de 100,93 hab./km². De los 8892 habitantes, el municipio de Rome estaba compuesto por el 96.82% blancos, el 0.93% eran afroamericanos, el 0.11% eran amerindios, el 1.25% eran asiáticos, el 0.01% eran isleños del Pacífico, el 0.06% eran de otras razas y el 0.82% pertenecían a dos o más razas. Del total de la población el 0.76% eran hispanos o latinos de cualquier raza.